# Hot Chip
Hot Chip ist eine 2000 gegründete Band aus London. Die Band mischt elektronische Tanzmusik mit Elementen der Independentmusik. Sie sind beim Independent-Label Domino Records unter Vertrag.

## Geschichte
Nach der Bandgründung im Jahre 2000 durch Alexis Taylor und Joe Goddard wurden zunächst einige EPs im Selbstverlag produziert. 2004 folgte dann das erste Album Coming on Strong beim Londoner Independent-Label Moshi Moshi Records. 2006 wurde das zweite Album The Warning bei DFA Records veröffentlicht. Es erreichte Platz 34 der UK Album Charts, die Single Over and Over erreichte Platz 32. Das Album wurde für den Mercury Music Prize nominiert und als Mixmag Album Of The Year 2006 ausgezeichnet. Over and Over wurde zudem vom New Musical Express als beste Single des Jahres 2006 ausgezeichnet. Hot Chip haben zudem eine Ausgabe der DJ-Kicks-Serie veröffentlicht. Im Jahr 2007 wurden einige offizielle Remixe, die sie für Kraftwerk (Band) produzierten, veröffentlicht.
2008 wurde das Album Made in the Dark veröffentlicht. Die Single Ready for the Floor erreichte Platz 6 der UK-Single-Charts und Platz 22 in Irland.
Im Vergleich mit anderen DFA-Records-Künstlern setzen Hot Chip auf eine relativ entspannte und poppige elektronische Musik ohne explizite Punk- oder Technoelemente.

Hot Chip, 2015 Live @ Lollapalooza
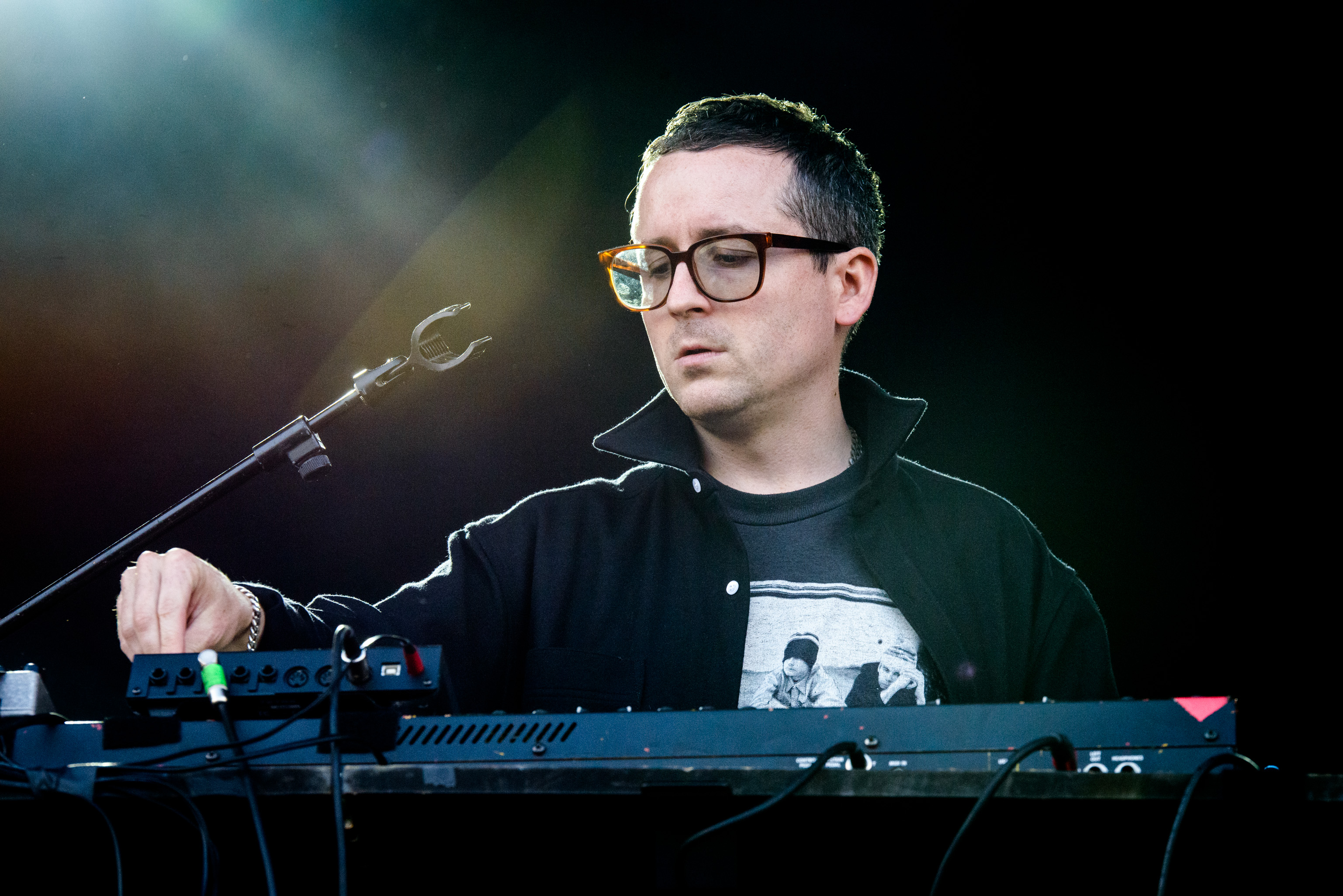
Alexis Taylor
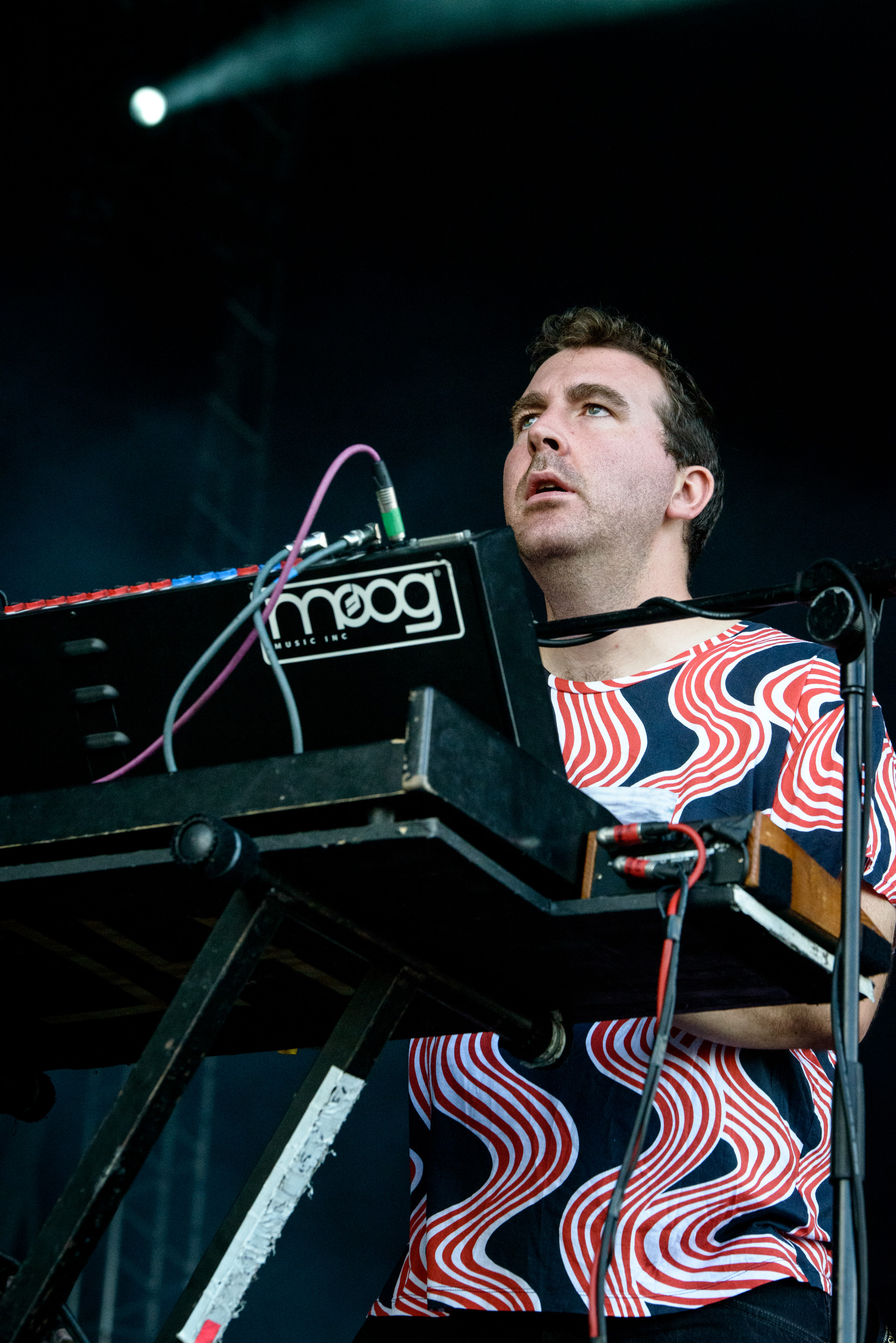
Joe Goddard
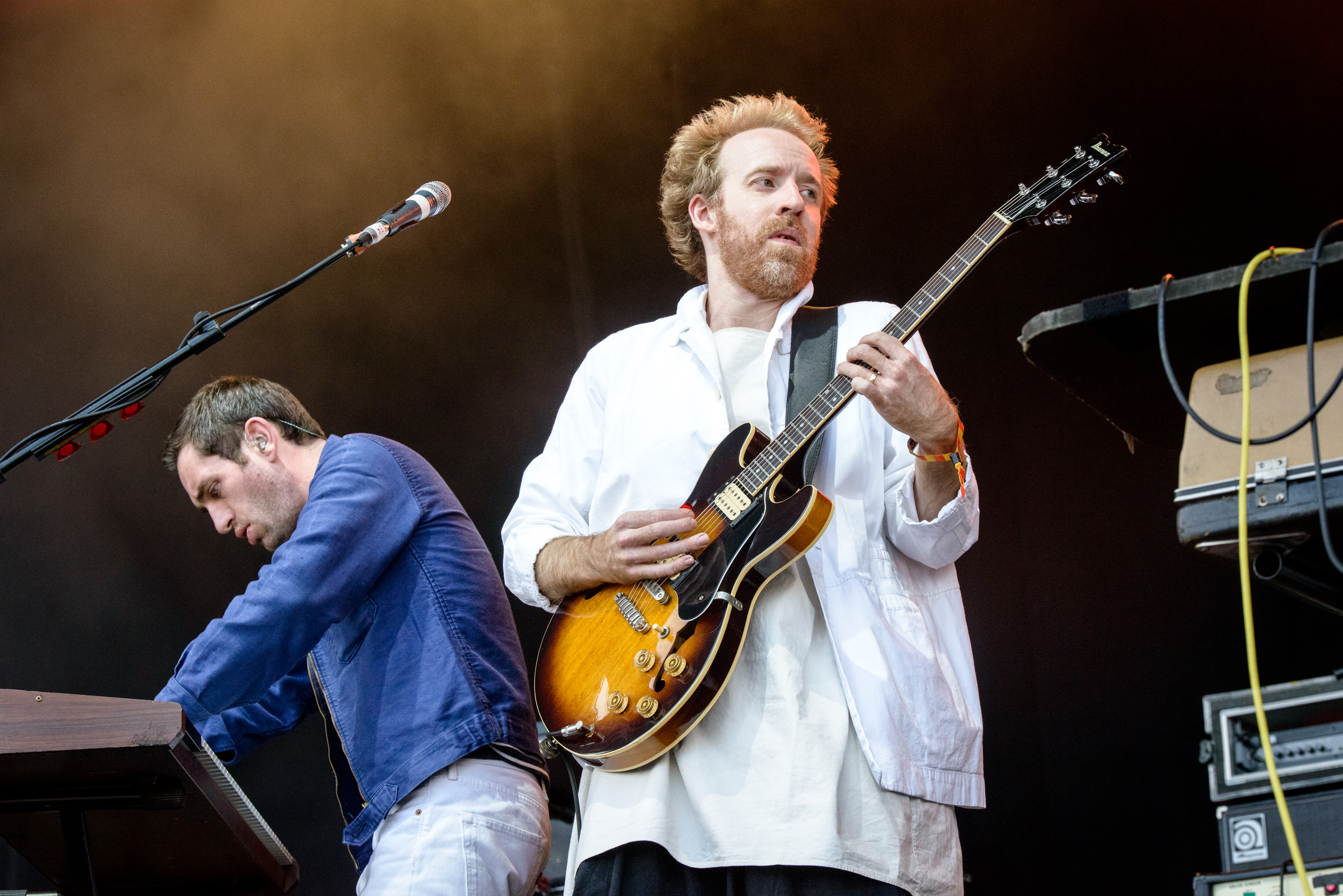
Al Doyle (re.)
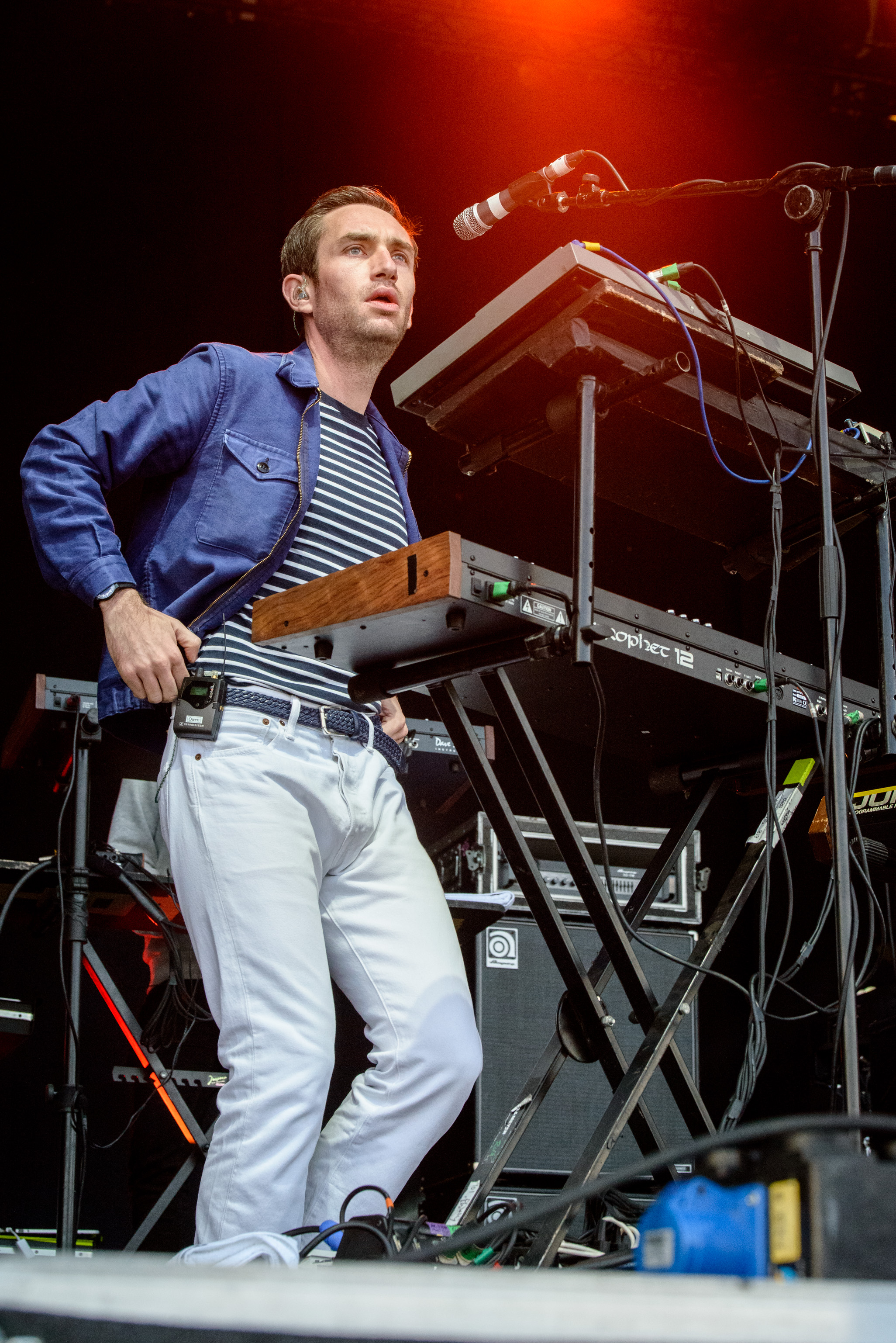
Owen Clarke
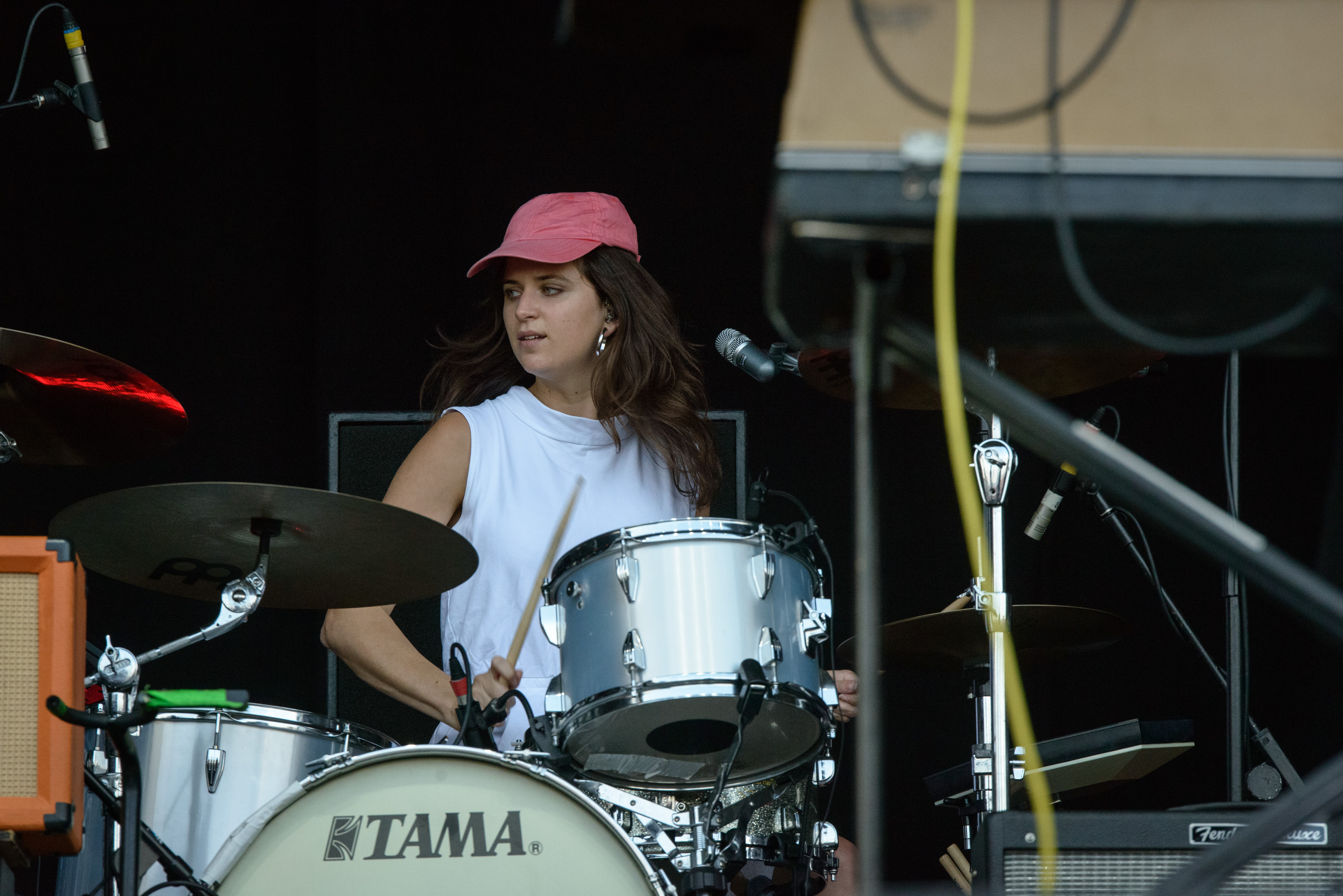
Sarah Jones (Live Schlagzeug)

## Diskografie

### Alben
| Jahr | Titel                  | Höchstplatzierung, Gesamtwochen, AuszeichnungChartplatzierungen (Jahr, Titel, Platzierungen, Wochen, Auszeichnungen, Anmerkungen) | Höchstplatzierung, Gesamtwochen, AuszeichnungChartplatzierungen (Jahr, Titel, Platzierungen, Wochen, Auszeichnungen, Anmerkungen) | Höchstplatzierung, Gesamtwochen, AuszeichnungChartplatzierungen (Jahr, Titel, Platzierungen, Wochen, Auszeichnungen, Anmerkungen) | Höchstplatzierung, Gesamtwochen, AuszeichnungChartplatzierungen (Jahr, Titel, Platzierungen, Wochen, Auszeichnungen, Anmerkungen) | Höchstplatzierung, Gesamtwochen, AuszeichnungChartplatzierungen (Jahr, Titel, Platzierungen, Wochen, Auszeichnungen, Anmerkungen) | Anmerkungen |
| Jahr | Titel                  | DE | AT | CH | UK | US | Anmerkungen |
| ---- | ---------------------- | --- | --- | --- | --- | --- | ----------- |
| 2006 | The Warning            | — | — | — | UK34 Gold · (17 Wo.)UK | — |             |
| 2008 | Made in the Dark       | DE34 (2 Wo.)DE | — | — | UK4 Gold · (8 Wo.)UK | US109 (1 Wo.)US |             |
| 2010 | One Life Stand         | DE54 (2 Wo.)DE | — | CH40 (2 Wo.)CH | UK11 Silber · (7 Wo.)UK | US103 (1 Wo.)US |             |
| 2012 | In Our Heads           | DE43 (1 Wo.)DE | AT63 (1 Wo.)AT | CH27 (3 Wo.)CH | UK14 (4 Wo.)UK | US62 (2 Wo.)US |             |
| 2015 | Why Make Sense?        | DE38 (1 Wo.)DE | AT72 (1 Wo.)AT | CH53 (2 Wo.)CH | UK13 (3 Wo.)UK | US103 (1 Wo.)US |             |
| 2019 | A Bath Full of Ecstasy | DE52 (1 Wo.)DE | — | CH48 (1 Wo.)CH | UK11 (2 Wo.)UK | — |             |
| 2022 | Freakout/Release       | DE45 (1 Wo.)DE | — | CH99 (1 Wo.)CH | UK16 (1 Wo.)UK | — |             |

Weitere Alben
- 2004: Coming On Strong
- 2007: DJ Kicks

### EPs und Singles
| Jahr | Titel Album                          | Höchstplatzierung, Gesamtwochen, AuszeichnungChartplatzierungen (Jahr, Titel, Album, Platzierungen, Wochen, Auszeichnungen, Anmerkungen) | Höchstplatzierung, Gesamtwochen, AuszeichnungChartplatzierungen (Jahr, Titel, Album, Platzierungen, Wochen, Auszeichnungen, Anmerkungen) | Anmerkungen |
| Jahr | Titel Album                          | AT | UK | Anmerkungen |
| ---- | ------------------------------------ | --- | --- | ----------- |
| 2006 | Over and Over The Warning            | — | UK27 Silber · (13 Wo.)UK |             |
| 2006 | Boy from School The Warning          | — | UK40 (3 Wo.)UK |             |
| 2008 | Ready for the Floor Made in the Dark | AT73 (1 Wo.)AT | UK6 Silber · (11 Wo.)UK |             |
| 2008 | One Pure Thought Made in the Dark    | — | UK53 (1 Wo.)UK |             |
| 2010 | One Life Stand                       | — | UK41 (2 Wo.)UK |             |

Weitere Singles und EPs
- 2001: Mexico EP (CD-R EP)
- 2002: Sanfrandisco E-Pee (CD-R EP)
- 2003: Down with Prince (12" only EP)
- 2004: Hittin' Skittles / Back to the Future (limited 7")
- 2004: Playboy (7", 12" and CD)
- 2005: The Barbarian EP (12")
- 2006: Colours (2 × 7", 12" und CD)
- 2006: Over and Over (Ltd. 7" w/ poster, 12", CD, ECD)
- 2007: Live Session (iTunes Exclusive) - EP (iTunes download)
- 2007: My Piano (12", download)
- 2010: I Feel Better
- 2012: Night and Day (Domino RUG474)
- 2012: Flutes (Domino RUG473)
- 2012: How Do You Do? (Domino RUG490)
- 2012: Look at Where We Are (Major Lazer Mixes) (Domino)